# Xianning
Xianning is een stadsprefectuur in de Chinese provincie Hubei, Volksrepubliek China met ruim 500.000 inwoners. Xianning grenst aan de provincie Jiangxi.